# Alfred Ambler
Alfred Ambler  (sinh ngày 1 tháng 7 năm 1879) là một cầu thủ bóng đá người Anh. Ông thường thi đấu ở vị trí tiền vệ. Ông sinh ra ở Ardwick, Manchester, thi đấu cho Manchester United, Hyde United, và Colne.